# Мендзибродзе-Бяльське
Мендзибродзе-Бяльське (пол. Międzybrodzie Bialskie) — село в Польщі, у гміні Черніхув Живецького повіту Сілезького воєводства.
Населення — 3372 особи (2011).
У 1975—1998 роках село належало до Бельського воєводства.

## Географія
У селі річка Жарнівка Велика впадає у Солу.

## Демографія
Демографічна структура станом на 31 березня 2011 року:
|          | Загалом | Допрацездатний вік | Працездатний вік | Постпрацездатний вік |
| -------- | ------- | ------------------ | ---------------- | -------------------- |
| Чоловіки | 1615    | 314                | 1122             | 179                  |
| Жінки    | 1757    | 302                | 1038             | 417                  |
| Разом    | 3372    | 616                | 2160             | 596                  |